# Wappen des Sudan
Das Wappen des Sudan wurde 1969 eingeführt. Es zeigt einen Sekretär, der einen Schild aus der Zeit von Muhammad Ahmad, des selbsternannten Mahdi, der kurzzeitig Sudan im 19. Jahrhundert regierte, trägt. Der typisch afrikanische Vogel ist als Alleinstellungsmarkmal gegenüber den arabischen Saladin-Adlern und Quraisch-Falken gewählt. Das Wappen trägt zwei arabische Schriftbanner: das obere zeigt den Staatswahlspruch النصر لنا an-naṣr lanā (dt.: ‚Der Sieg ist unser‘), das untere den Staatsnamen جمهورية السودان ǧumhūrīyat as-sūdān (dt.: ‚Republik Sudan‘).
Die Farbgebung des Wappens orientiert sich an den Panarabischen Farben.